# Austroraptor
 Austroraptor ist eine Gattung theropoder Dinosaurier aus der Gruppe der Dromaeosauridae, die während der späten Oberkreide in Südamerika lebte.  Novas et al. beschrieben Austroraptor 2008 nach einem fragmentarisch erhaltenen Skelett aus der argentinischen Provinz Río Negro. Diese Provinz ist bekannt für ihre zahlreichen Fossilien von herbivoren Dinosauriern. Es ist bisher nur die Typusart A. cabazai wissenschaftlich beschrieben worden.
Der Gattungsname leitet sich vom lateinischen austral „südlich“ und raptor „Dieb“ ab. Das Artepitheton der Typusart ehrt Alberto Cabaza, den  Gründer des Museo Municipal de Lamarque.

## Merkmale
Fossil erhalten sind Teile des Schädels, einige Hals und Rückenwirbel, Rippen, ein Oberarmknochen (Humerus) und einige Knochen der Hinterbeine. Der langgestreckte Schädel war etwa 80 Zentimeter lang, die Vorderarme waren extrem kurz. Der Kiefer war mit kleinen, konischen und ungesägten Zähnen besetzt. Austroraptor war für einen Dromaeosaurier ungewöhnlich groß, er erreichte eine Länge von 6,2 Metern und ein Gewicht von 340 Kilogramm. Damit ist er der bisher größte auf der südlichen Erdhalbkugel gefundene Vertreter dieser Dinosauriergruppe.

## Systematik
Austroraptor wird in die Unenlagiinae eingeordnet, eine Gruppe besonders vogelähnlicher Dinosaurier. Seine nächsten Verwandten sind Unenlagia und Rahonavis.

## Belege
- Fernando E. Novas, Diego Pol, Juan I. Canale, Juan D. Porfiri, Jorge O. Calvo: A bizarre Cretaceous theropod dinosaur from Patagonia and the evolution of Gondwanan dromaeosaurids. In: Proceedings of the Royal Society. Series B: Biological Sciences. Bd. 276, Nr. 1659, 2009, ISSN 0080-4649, S. 1101–1107, doi:10.1098/rspb.2008.1554.